# Mas Ribes (Santa Cristina d'Aro)
El Mas Ribes és una masia neoclàssica de Santa Cristina d'Aro (Baix Empordà) inclosa a l'Inventari del Patrimoni Arquitectònic de Catalunya.

## Descripció
Masia formada per diversos cossos disposats al voltant d'un recinte tancat. El cos principal disposa, al pis, de la distribució típica d'una gran sala central i habitacions als voltants d'aquesta. Un altre dels cossos està destinat a paller i destaca pel seu gran arc al nivell de la façana realitzat amb maó.
El cos principal de la masia és de planta quadrangular, amb coberta de teula a dues vessants i el carener perpendicular a la façana. Les obertures són allindades.